# Specjal
Specjal is een Pools biermerk van lage gisting. Het bier wordt gebrouwen in Browar Elbląg te Elbląg. De brouwerij maakt onderdeel uit van de Grupa Żywiec (61% eigendom van Heineken) en mogelijk wordt het bier ook gebrouwen in een van de andere vier brouwerijen van de groep.

## Varianten[1]
- Specjal Jasny Pelny, blonde lager met een alcoholpercentage van 6%
- Specjal Mocny, goudblonde lager met een alcoholpercentage van 6,7%
- Specjal Niepasteryzowany, blonde lager, niet gepasteuriseerd, met een alcoholpercentage van 5,8%